# Рая и последният дракон
„Рая и последният дракон“ (на английски: Raya and the Last Dragon) е американска компютърна анимация от 2021 г., продуцирана от Уолт Дисни Пикчърс и Уолт Дисни Анимейшън Студиос и разпространявана от Уолт Дисни Студиос Моушън Пикчърс. Това е 59-ият филм на студиото. Режисиран е от Дон Хал и Карлос Лопес Естрада съвместно с Пол Бригс и Джон Рипа, продуциран от Оснат Шърър и Питър Дел Вечо, със сценарий от Куи Нгуйен и Адел Лим. Филмът включва гласовете на Кели Мери Тран, озвучаваща главната героиня Рая, и Аквафина, озвучаваща Сису, последния дракон.
Премиерата на филма е пуснат от Уолт Дисни Студиос Моушън Пикчърс по кината в САЩ на 12 март 2021 г. във форматите 2D, 3D, Dolby Cinema и IMAX. Филмът е самостоятелно достъпен от Disney+ Premier Access заради ефектите на пандемията от COVID-19 върху кината.

## Сюжет
Много отдавна, във фантастичния свят Кумандра, хора и дракони живеят заедно в хармония. Но когато зловещите чудовища, известни като Дуун, заплашват Земята, драконите се жертват, за да спасят човечеството. Сега, 500 години по-късно, същите тези чудовища се връщат и един-единствен войн – Рая, трябва да издири последния дракон, за да спре завинаги Друун. Въпреки това по време на пътуването си тя ще научи, че за спасяването на света е необходимо повече от драконова магия – нужно е и доверие.

## Актьори
- Кели Мери Тран – Рая, безстрашен и страстен войн, която се е обучавала да стане Пазител на Драгоценния камък.[10] За да възстанови мира на Кумандра, тя се впуска в търсене на последния дракон.[11][12]
- Аквафина – Сису[13], воден дракон, който притежава способността да се превръща в човек и е последният съществуващ дракон.[14][15]
- Изаак Уонг – Боун[16]
- Джема Чан – Намаари, принцеса войн от врага на Фенг и Рая.[17]
  - Джона Ксиао – Намаари като малка[18][19]
- Даниел Дей Ким – Вожд Бенджа, бащата на Рая.[20]
- Бенедикт Уонг – Тонг[20]
- Сандра О – Вирана, майка на Намаари[19]
- Талия Тран – Малката Ной[20]
- Лусил Суунг – Данг Ху[21]
- Алън Тюдик – Тък Тък[21]

## Продукция

### Развитие
На 24 май 2018 г. Hashtag Show съобщава, че Уолт Дисни Анимейшън Студиос разработва анимационен филм, озаглавен Империя на дракони, който ще бъде режисьорски дебют на разказвачите Пол Бригс и Дийн Уелинс, със сценарий от Кийл Мъри. През октомври същата година Deadline съобщава, че Адел Лим е наета да напише сценария и че Оснат Шърър е нает да продуцира филма. На 24 август 2019 г. Дисни официално обявява филма по време на презентационния панел на Уолт Дисни Анимейшън Студиос D23 Expo. През август 2020 г. е обявено, че Дон Хал и Карлос Лопсе Естрада, който се присъединява към екипа на компанията през 2019 г., ще бъдат режисьорите на филма, а Бригс - корежисьор, като към него се присъединява Джон Рипа. Освен това Куи Нгуйен се присъединява към Лим като сценарист, а Питър Деч Вечо - към Шърър като продуцент.

### Анимация и дизайн
Действието на филма се развива в измислената фантастична земя, наречена Кумандра, вдъхновена от културите на Югоизточна Азия - от Тайланд, Виетнам, Камбоджа, Мианмар, Малайзия, Индонезия, Филипините и Лаос. За да проведат проучване на културите, създателите на филма и продуцентският екип пътуват до Лаос, Камбоджа, Тайланд, Виетнам, Сингапур, Индонезия и Филипините.

### Маркетинг
Първият постер и тийзър на филма са пуснати на 21 октомври 2020 г.

## В България
В България филмът е пуснат по кината от Форум Филм България в 2D и 3D формат.